# Teogonia
La Teogonia o Teogònia (del grec Θεογονία: Theogonía, literalment «origen dels déus»; en llatí Thĕŏgŏnĭa, ae) és una obra poètica escrita per Hesíode, que és com un Gènesi de la mitologia grega. És discutit si ha de ser datada en el segle vii aC o en el segle VIII aC. L'obra narra l'origen del Cosmos i el llinatge dels déus de la mitologia grega, fins llavors propagada per mitjans orals. Escrita en primera persona, reflecteix l'afany d'Hesíode per «pensar» en el món segons categories essencials. És una de les obres clau de l'èpica grecollatina. La Teogònia va servir per a fonamentar el treball posterior d'Hesíode, més moralista i pensat com una guia practica per la vida diària, on explica la justificació divina del treball, dins un àmbit conceptual, on el diví és entès com el fonament de la realitat, però sols en la mesura que la seva presència i realitat es verifiquen cada dia en l'avenir del món. A diferència dels textos homèrics, la Teogònia és escrita per a ser llegida com una revelació feta a l'autor per les Muses del Mont Helicó, història que forma la primera part del text. Els relats de la Teogònia apareixen escrits en resposta a l'excessiva humanització dels déus de la tradició homèrica. La genealogia de vegades contradiu altres fonts mitològiques.

## El mite de successions
El tema central de la Teogònia és la successió de diverses generacions de déus fins a arribar al regnat de Zeus. Primerament apareixen el Caos, Gea, Eros (aquí Hesíode difereix d'altres fonts) i el Tàrtar. A partir d'ells, neixen els déus primordials o protògens, entre els quals destaca Urà. Aquest esdevé el primer monarca diví. S'aparella amb Gea per a engendrar els titans i altres criatures, però els amaga de manera que no puguin desenvolupar-se i així no córrer perill que cap d'ells li vulgui arrabassar el poder. Gea dona al més jove dels titans, Cronos, una falç especial amb què poder atacar el seu pare. Cronos castra Urà i de la sang i del semen neix Afrodita.
Cronos pren el control, però sospita que pot córrer la mateixa sort que el seu pare. Per això, quan s'uneix a Rea, s'empassa tots els fills just al moment de néixer. Ella, desesperada, amaga un nadó i li fa empassar una pedra embolicada, que provoca el vòmit i la sortida dels fills anteriorment engolits. Aleshores aquests, liderats per Zeus, ataquen Cronos en una batalla anomenada titanomàquia i que acaba amb el triomf final de Zeus. Sembla que la història de les diverses generacions divines està inspirada en el mite hurrita de Kumarbi i el fil conductor en l'anomenada Dinastia de Dunnum.
Després de les genealogies divines i les lluites pel poder, Hesíode narra la història de Prometeu, el seu robatori del foc i la creació de Pandora com a càstig posterior dels déus.

## Traduccions catalanes
- Hesíode. Teogonia (en grec - català). Traducció: Francesc J. Cuartero Iborra.  Martorell: Adesiara, 2012 (Aetas). ISBN 978-84-92405-54-1.
- Hesíode. Teogonia. Els treballs i els dies.. Traducció: Joan Castellanos.  Barcelona: La Magrana, 2012. ISBN 848264579X.